# Çobanabdallı
Çobanabdallı è un comune dell'Azerbaigian situato nel distretto di Samux.